# Cropton
Cropton is een civil parish in het bestuurlijke gebied Ryedale, in het Engelse graafschap North Yorkshire. Het ligt aan de rand van de North York Moors, een Brits Nationaal park. In 2001 telde het dorp 254 inwoners.
In het dorp is de Great Yorkshire Brewery gevestigd, een microbrouwerij die onder meer tekent voor de merken Yorkshire Warrior (amber, 4,4%) en Hadley's Blonde (blond, 4%, gebrouwen met Tony Hadley van Spandau Ballet).